# Explotación forestal

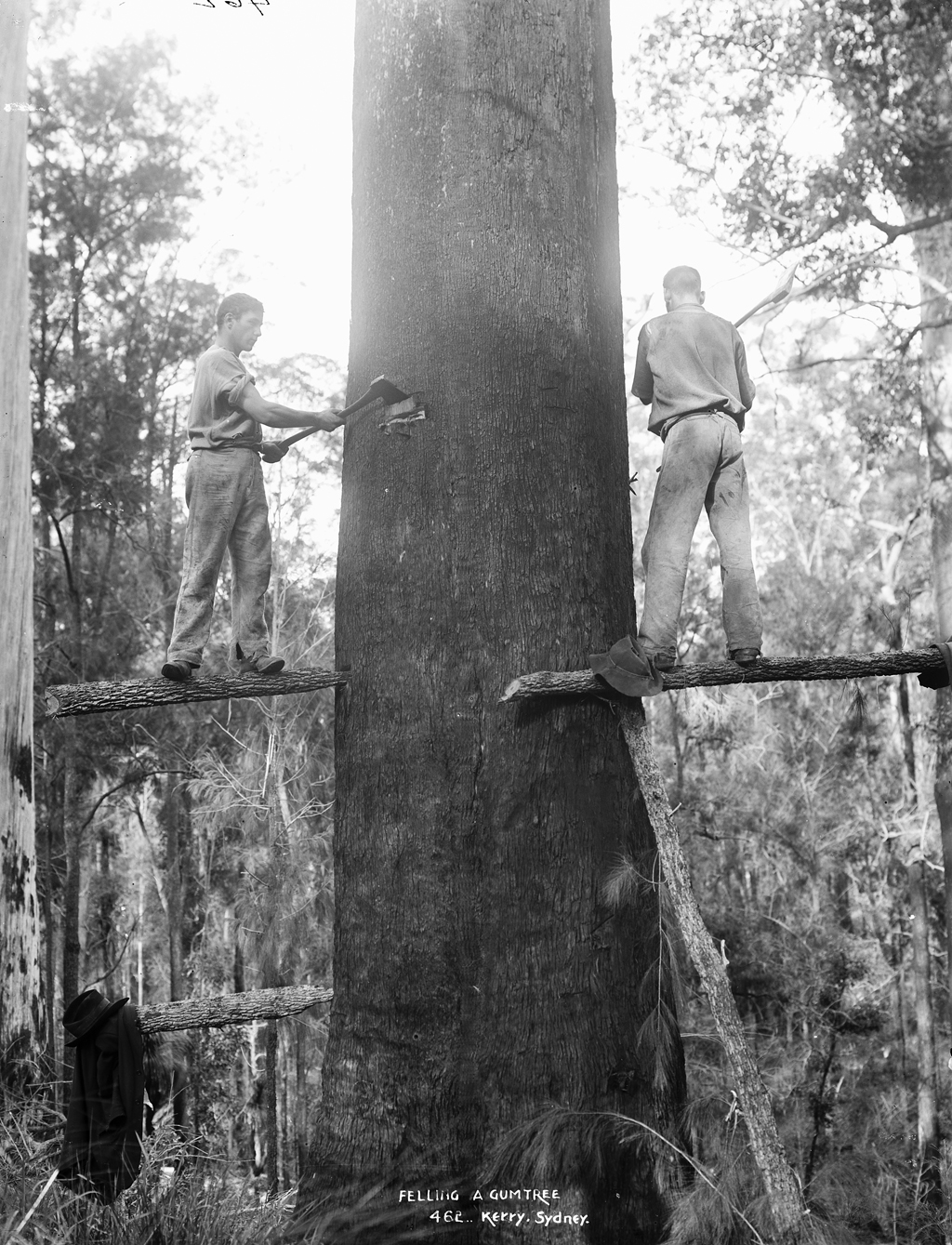
Tala de un eucalipto en Australia, c. 1884-1917.

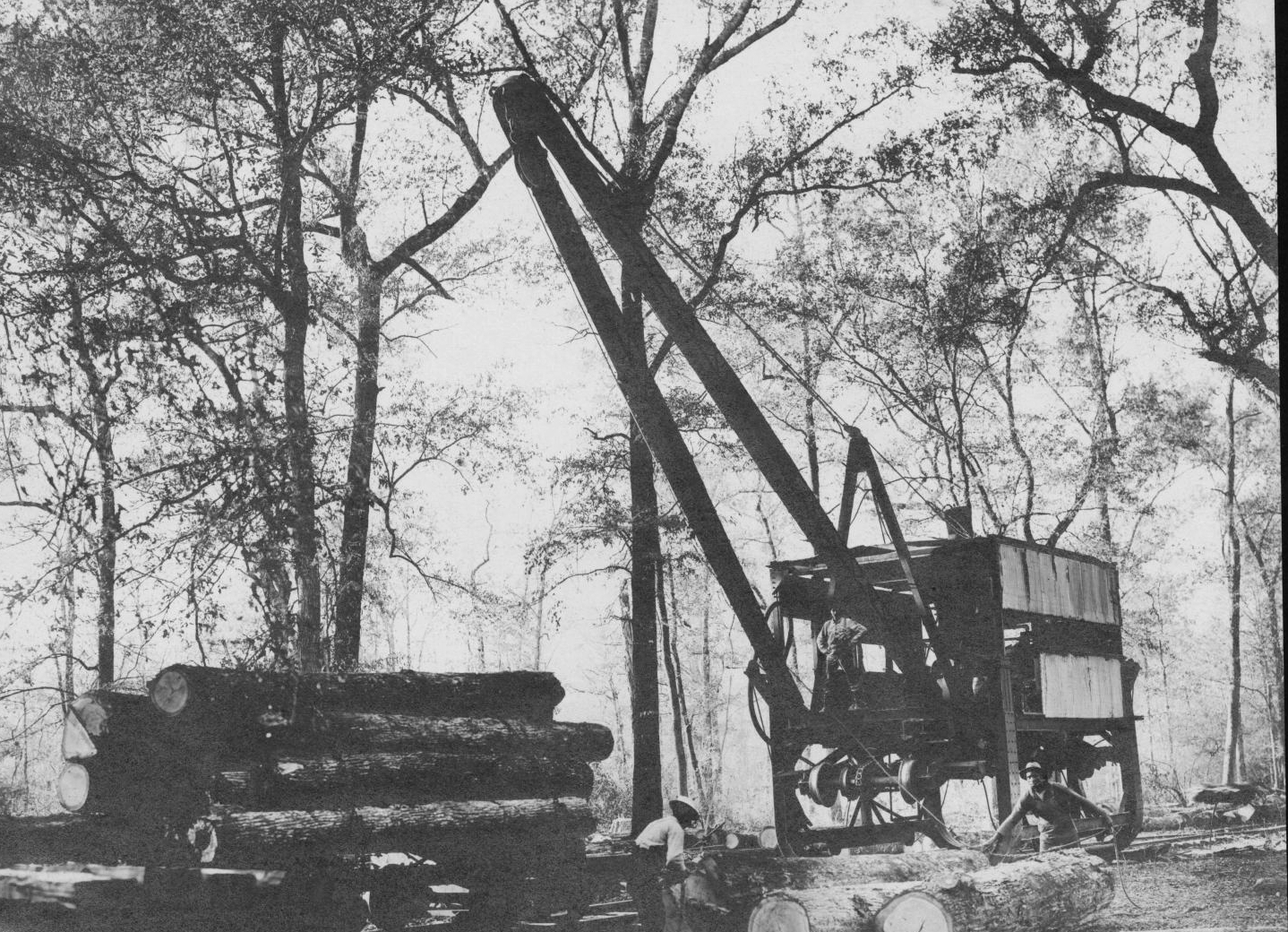
McGiffert en Texas (EE. UU.) c. 1907

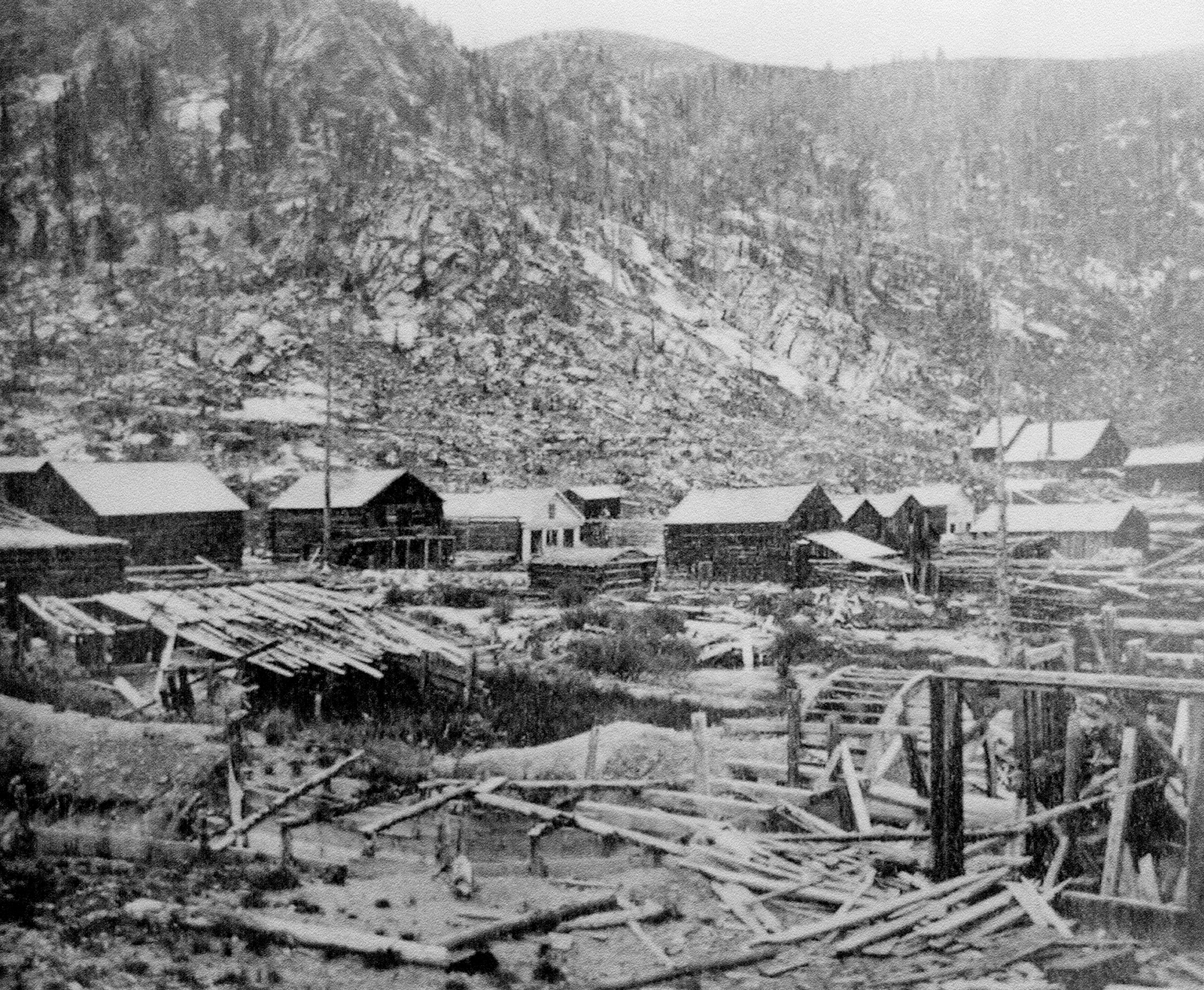
Madera nevada en Montgomery (Colorado) en 1880.

La explotación forestal es la actividad industrial que se ocupa del procesamiento de la madera, desde su plantación hasta su transformación en objetos de uso práctico, pasando por la extracción, corte, almacenamiento o tratamiento bioquímico, moldeo y transporte. El transporte puede realizarse en camiones o vagones de tren de una conformación especial. En terminología de bosques, la industria maderera se relaciona con el proceso de explotación forestal que se lleva a cabo generalmente en aserraderos. Sin embargo, el término puede abarcar actividades de explotación forestal y silvicultura.
El producto final de esta actividad puede ser la fabricación de mobiliario, materiales de construcción o la obtención de celulosa para la fabricación de papel, entre otros derivados de la madera.  Esta actividad, practicada de forma sostenible, también es una manera de regular y restaurar los ecosistemas y reducir el riesgo de incendios.
La explotación forestal, si se realiza indebidamente, puede tener impactos negativos. Por este motivo, la extracción sin control de madera puede ser ilegal, así como acceder fraudulentamente a explotaciones forestales, extraer material sin autorización de zonas protegidas, talar especies protegidas o superar los límites de extraccción. En varios países existe lo que se denomina "mafia maderera"ː organizaciones delictivas que explotan bosques contraviniendo la normativa. La explotación forestal en exceso puede causar daños irreparables al ecosistema, como la deforestación y pérdida de biodiversidad. Además, las infrastructuras para la explotación forestal pueden llevar a la degradación ambiental. Estos impactos negativos pueden derivar en conflictos ambientales.

## Aspectos económicos y sociales de la industria maderera
La industria maderera es un sector muy importante en países como Chile, España, India, Brasil, Estados Unidos, Malasia e Indonesia, así como en varios países de Europa del Este. Esta actividad es diferente de la carpintería y del trabajo en madera, tanto por su carácter industrial (la carpintería y el trabajo en madera son más bien artesanales) como por incluir no solo el corte, moldeo y finalización, sino también todo el proceso anterior que incluye la tala de árboles o replantación de áreas taladas (reforestación). 
La industria maderera maneja la logística necesaria para el procesamiento de la madera desde el bosque en que ha sido talada hasta un aserradero, e incluso para llevar el producto del aserrado (mayoritariamente tablones, y en mucha menor medida serrín, astillas, aglomerado, etc.) hasta las industrias que lo utilizan como insumo (muebles, parqué, etc.). El término también se usa para indicar una amplia gama de actividades forestales o de silvicultura. Actualmente, con la finalidad de cortar árboles, en vez de hachas, suelen usarse motosierras, ya sean para que las use una persona o tractores equipados con ellas.